# Mimozygoceropsis
Mimozygoceropsis es un género de escarabajos longicornios de la tribu Acanthocinini que contiene una sola especie, Mimozygoceropsis flavosignata. La especie fue descrita por Breuning en 1978.
Se distribuye por Papúa Nueva Guinea. Mide aproximadamente 10 milímetros de longitud.